# Maksym Kuzniecow
Maksym Kuzniecow (ukr. Максим Кузнєцов; ur. 24 grudnia 1982 w Dniepropetrowsku) – ukraiński wioślarz.

## Osiągnięcia
- Mistrzostwa Europy – Poznań 2007 – dwójka podwójna wagi lekkiej – 11. miejsce[1].